# Мухаммад Саадатула-хан II
Мухаммад Саадатула-хан II (урду سعادت اللہ خان دوم; д/н — 4 липня 1744) — 6-й наваб Аркоту у 1742—1744 роках.

## Життєпис
Молодший син Сафдар Алі-хана. При народженні звався Мухаммад Сайїд. Був ще дитиною, коли 1742 року його батька повалив власний зять Муртаза Алі-хан, що спробував захопити владу. Останній став вести перемовини з Раґходжі I, магараджею Нагпуру, щодо звільнення родича Чанду Сагіба. Але знать князівства рішуче виступила проти узурпатора, оголосивши Мухаммада Сайїда новим навабом під ім'ям Мухаммад Саадатула-хан II.
Невдовзі молодий наваб заручився підтримкою Британської Ост-Індської компанії та Асаф Джаха I, нізама гайдарабаду, що 1743 року особисто прибув до Аркота, збираючись встановити тут свій фактичний контроль. 28 березня 1743 року він призначив регентом Анваруддін-хана. Останній на дяку за підтримку передав британцям села Перамбур, Садіанкуппам, Ернавор, Пудубаккам і Вепери. Невдовзі наваб спільно з регентом і нізамом відвоювали в маратхів фортецю Трихінополі.
У липні 1744 року Мухаммад Саадатула-хана II було вбито власним регентом зі згоди нізама. Трон перейшов до Анваруддін-хана.